# 마이클 하디 보이스
마이클 하디 보이스(영어: Michael Hardie Boys, 1931년 10월 6일~2023년 12월 29일)는 뉴질랜드의 제17대 총독이다. 1996년부터 2001년까지 뉴질랜드의 총독으로 재직했다.

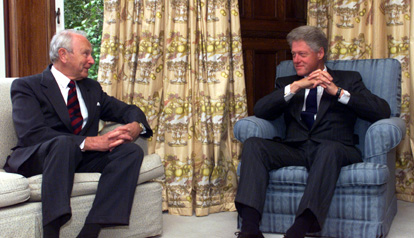
왼쪽에 마이클 하디 보이스, 오른쪽에 빌 클린턴(1999년)